# Palomonte
Palomonte község (comune) Olaszország Campania régiójában, Salerno megyében.

## Fekvése
A megye északkeleti részén fekszik. Határai: Buccino, Colliano, Contursi Terme és Sicignano degli Alburni.

## Története
Egyes történészek szerint a település az ókori Numistro városa helyén épült fel, amelyről idősebb Plinius és Plutarkhosz is említést tett és amely i. e. 210-ben a karthágóiak és rómaiak egyik összecsapásának helyszíne volt. A mai települést valószínűleg a longobárdok alapították, egyidőben a vár megépítésével. A következő századokban nemesi birtok volt. A 19. században nyerte el önállóságát, amikor a Nápolyi Királyságban felszámolták a feudalizmust.

## Népessége
A népesség számának alakulása:

## Főbb látnivalói
- Santa Maria della Sperlonga-templom
- Madonna di Pompei-templom
- Madonna delle Grazie-templom
- Santa Croce-templom